# Metzenhausen (Adelsgeschlecht)

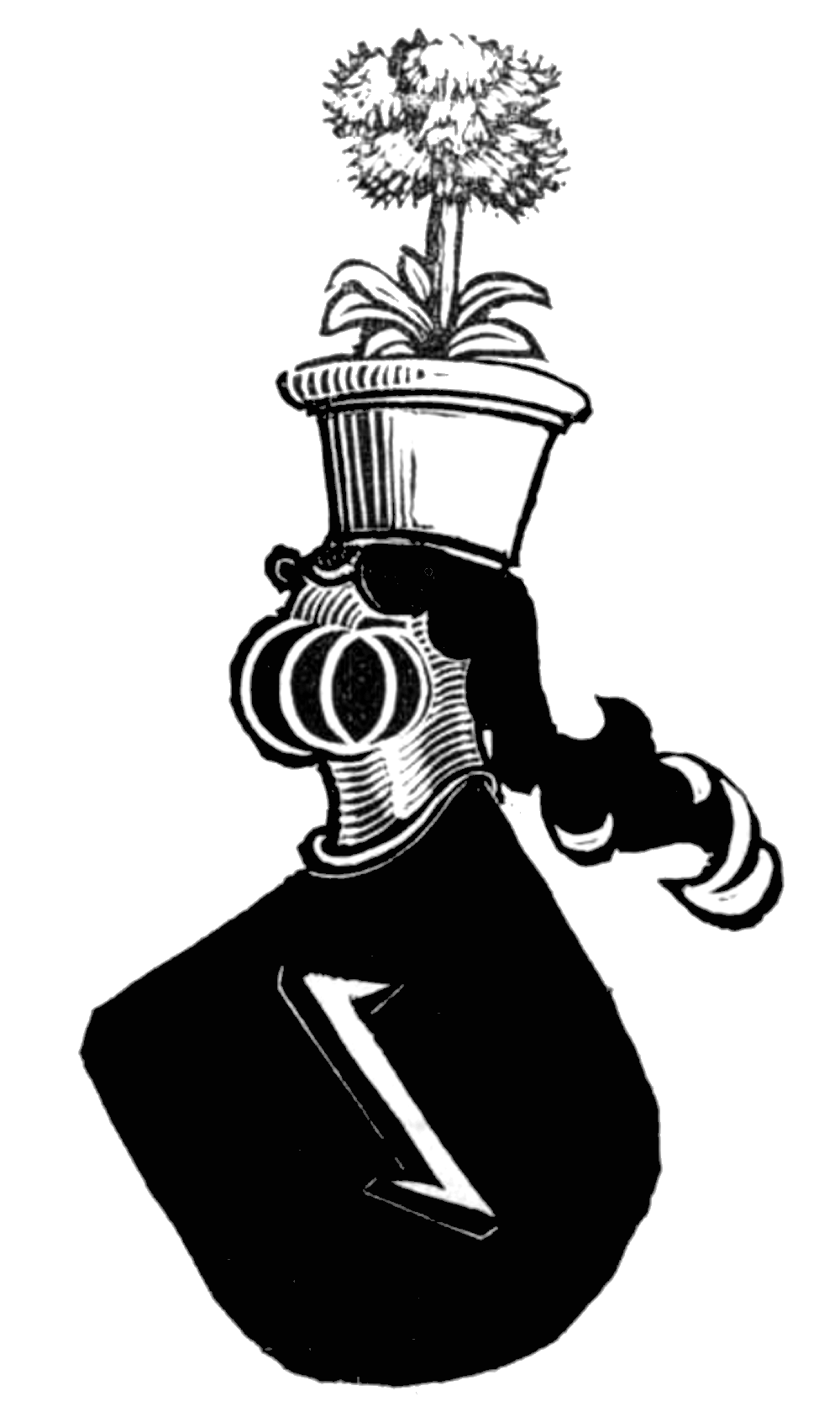
Wappen derer von Metzenhausen (In Schwarz eine silberne Wolfsangel)

Metzenhausen (im 15. Jahrhundert Meytzenhußen) ist der Name eines erstmals im Jahr 1278 erwähnten Ritter- bzw. Adelsgeschlechts, das seinen namensgebenden Stammsitz in der Hunsrückgemeinde Metzenhausen hatte. Die Metzenhausen waren Dienstmänner, Amtmänner, Beamte und auch kirchliche Würdenträger.

## Geschichte
Die von Metzenhausen sind Nachkommen des Frank von Senheim und ein ehemals begütertes und weit verzweigtes Adelsgeschlecht, das erstmals am 27. Oktober 1278 erwähnt wurde. In einer weiteren Urkunde, datiert auf den 16. Oktober 1439, erhielt Ulrich von Metzenhausen stellvertretend für seinen kranken Vater Johann von Metzenhausen einen Teil der Burg Arras als Lehen. Weitere bedeutende Lehen, die das Geschlecht und seine Verwandtschaft erhalten hatte, waren die Gerichte und Herrschaften von Peterswald und Blankenrath, einschließlich Gütern und Gefällen in Löffelscheid und Haserich.

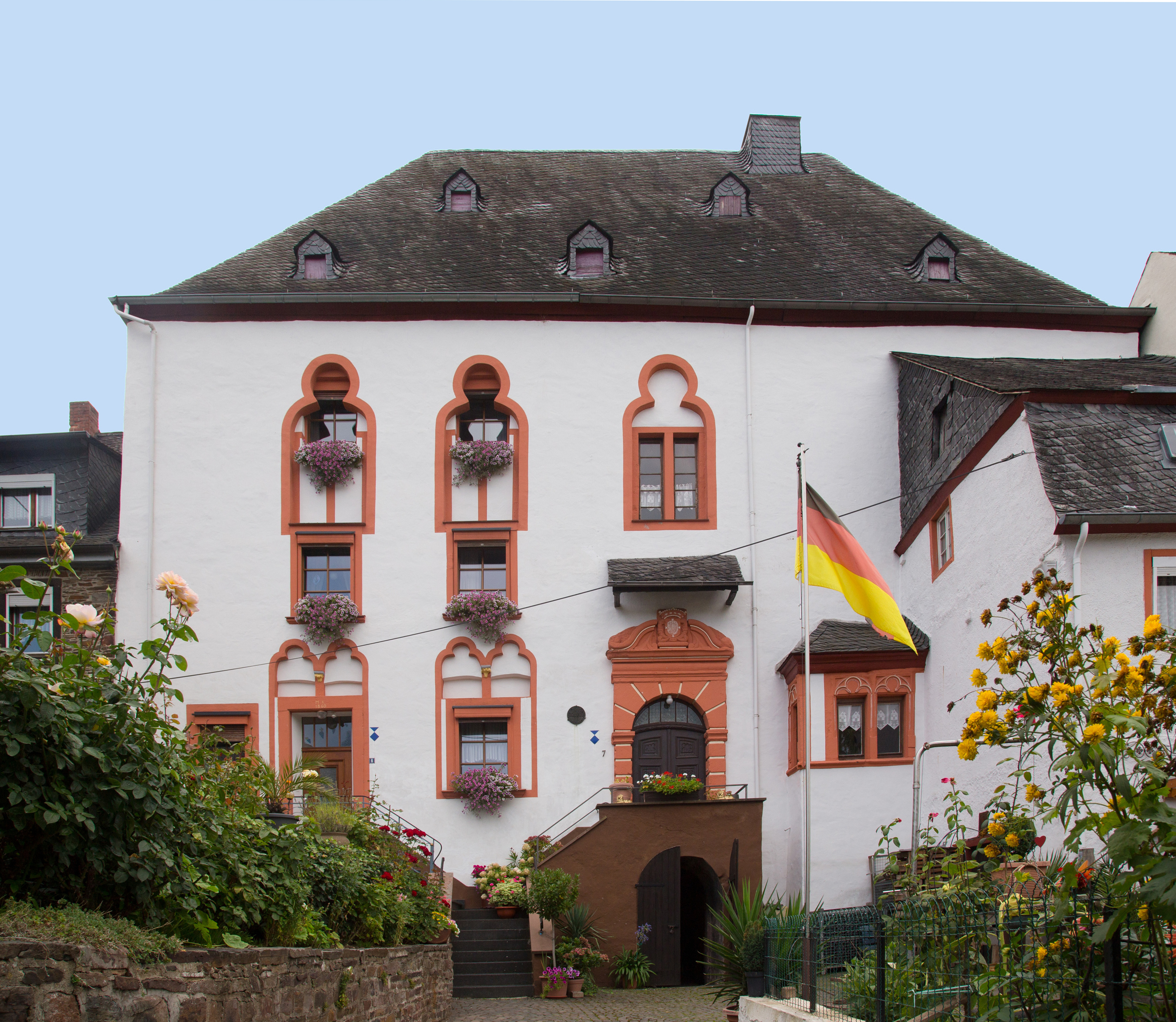
Ehemaliges Burghaus in Neef

Nach der Eheschließung von Margaretha Boos von Waldeck (* um 1460) mit Heinrich von Metzenhausen, Herr zu Linster, Waldeck und Arras, erhielten sie einen weiteren Anteil an der Burg Arras, dem eine weitere Belehnung folgte. Aus dieser Ehe entstammten der 1492 in Neef geborene spätere Trierer Kurfürst und Erzbischof Johann III. von Metzenhausen und Kuno von Metzenhausen, Archidiakon und Propst im Stift St. Castor in Karden (1534–1568). Heinrichs Sohn Dietrich von Metzenhausen (Thierry de Metzenhausen; um 1480–1544), Bruder des späteren Trierer Kurfürsten, führte 1512 auf dem Reichstag in Trier Verhandlungen mit dem Französischen Königshof um die Zugehörigkeit des Herzogtums Burgund (des Burgundischen Kreises) zum Deutschen Reich. Er bekleidete das Amt des Statthalters des Herzogtums Luxemburg, heiratete 1527 Johanna von Orley zu Linster. Von Karl V. erhielt er die ganze Herrschaft Linster mit der obersten Gerichtsbarkeit als Lehen. Die Burg Linster gehörte seitdem ganz den von Metzenhausen und blieb bis ins 18. Jahrhundert in deren Besitz.

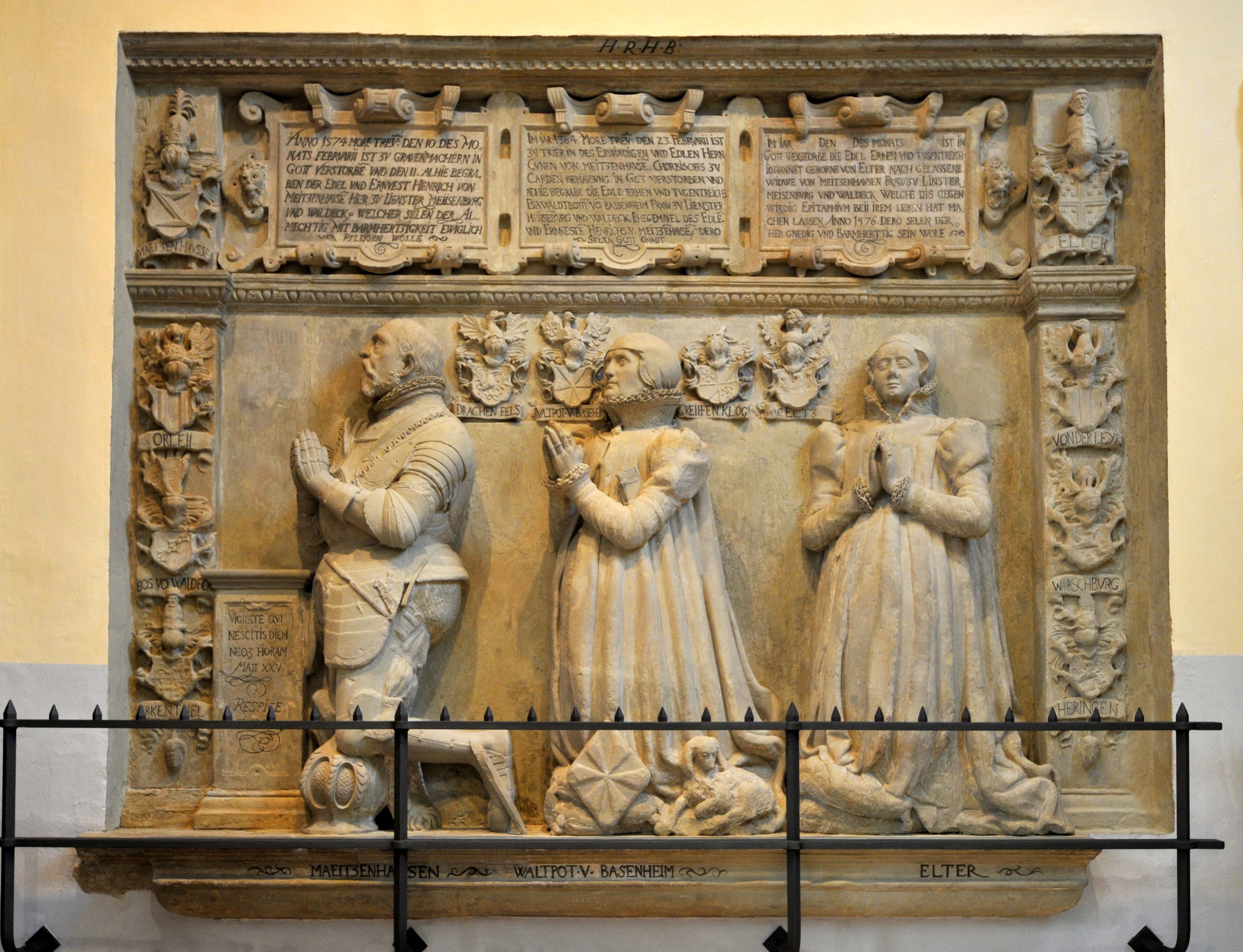
Epitaph für Henri (Heinrich) de Metzenhausen († 1574), seiner ersten Frau, Eva geb. Walpot de Bassenheim († 1564), und seiner Witwe, Jeannette geb. d’Autel († 1576). (Kirche in Junglinster)

Seit 1574 existierte eine Lehens- und Allodialgüteraufstellung des Johann von Metzenhausen, wobei das „Haus Neef“ (Neefer Burghaus) mit all seiner Gerechtigkeit als kurfürstliches Mannlehen erwähnt wurde. 1578 wurde ein Johann von Metzenhausen als Junker und Herr zu Arras urkundlich bezeugt.

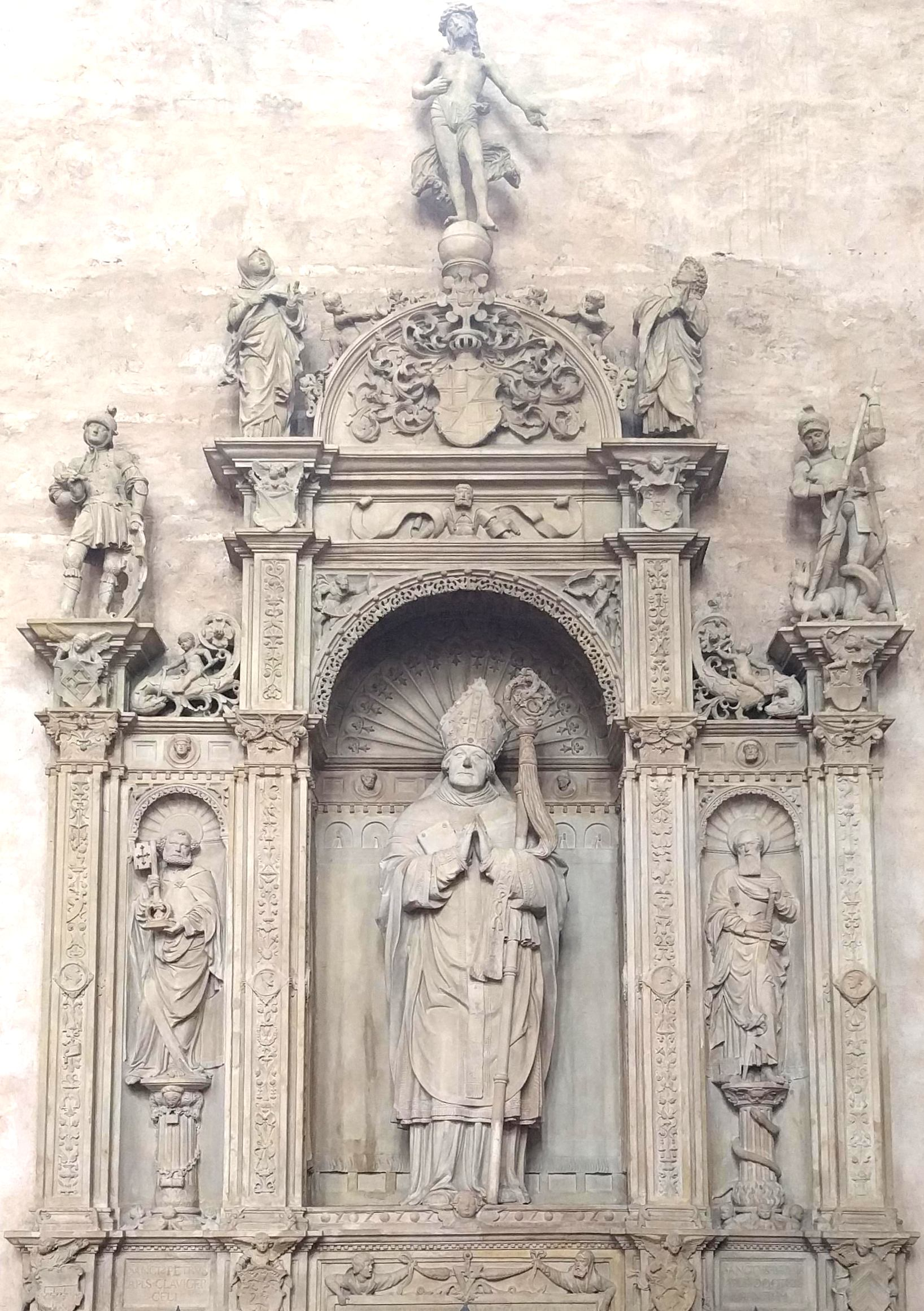
Grabmal von Erzbischof und Kurfürst Johann III. von Metzenhausen im Trierer Dom (1542)

Johann Georg von Metzenhausen, der sowohl Titel als auch den Besitz von Waldeck, Neef, Peterswald und Bullay erhielt, war mit Anna Maria Katharina von Breidbach zu Bürresheim verheiratet. Aus dieser Ehe gingen fünf Söhne, die alle Geistliche wurden, und zwei Töchter, die beide heirateten, hervor. Johann Georg von Metzenhausen wurde 1641 und 1652 als Trierer Amtmann zu Ulmen, Daun und Cochem erwähnt. Tochter Maria Magdalene war mit Wilhelm Friedrich Beissel von Gymnich verheiratet und erhielt die Herrschaft Bullay, die sich von etwa 1650 bis 1803 im Besitz der Familie befand. Die zweite Tochter Maria Salome von Metzenhausen heiratete Heinrich von Lombeck und gebar ihm Drillinge weiblichen Geschlechts, verstarb jedoch, wahrscheinlich als Folge der schweren Geburt. Durch ihre Mitgift erhielt Heinrich von Lombeck Weinberge und Wald in Neef. Noch bis 1656 hatten die Herren von Metzenhausen und das Kloster Stuben wechselweise die Vergebungsrechte an der vom Kloster abhängigen Matthiaskirche in Neef.
Peter Ernst von Metzenhausen war mit Margarethe von der Horst verheiratet. Ihre Söhne waren Amtsträger des Deutschen Ordens: Johann Heinrich von Metzenhausen († 1700) war Landkomtur von Luxemburg. Sein Bruder Johann Wilhelm wurde 1668 in den Deutschen Orden aufgeschworen und wirkte in der Ballei Koblenz. Als Vizeoberst mit 200 Söldnern trug er dazu bei, der Belagerung von Candia entgegenzuwirken. 1679 wurde er Komtur zu Koblenz, 1697 war er ältester Balleikapitular und starb im Jahr 1700 in Koblenz.
Nachdem das Geschlecht mit Carl Michael Emmerich von Metzenhausen 1750 ausgestorben war, kam das heimgefallene Lehen in den Besitz der Familien Beissel von Gymnich in Bullay, von Lombeck und von Maffei. Das sich im Familienbesitz der von Metzenhausen befindliche Neefer Burghaus wurde 1784 versteigert und kam in private Hände Neefer Bürger.

## Wappen
Blasonierung (Stammwappen): In Schwarz eine silberne (goldene) Wolfsangel. Auf dem Helm mit schwarz-silbernen (schwarz goldenen) Helmdecken ein silberner (goldener, auch schwarzer) Topf mit einer grünen Staude.

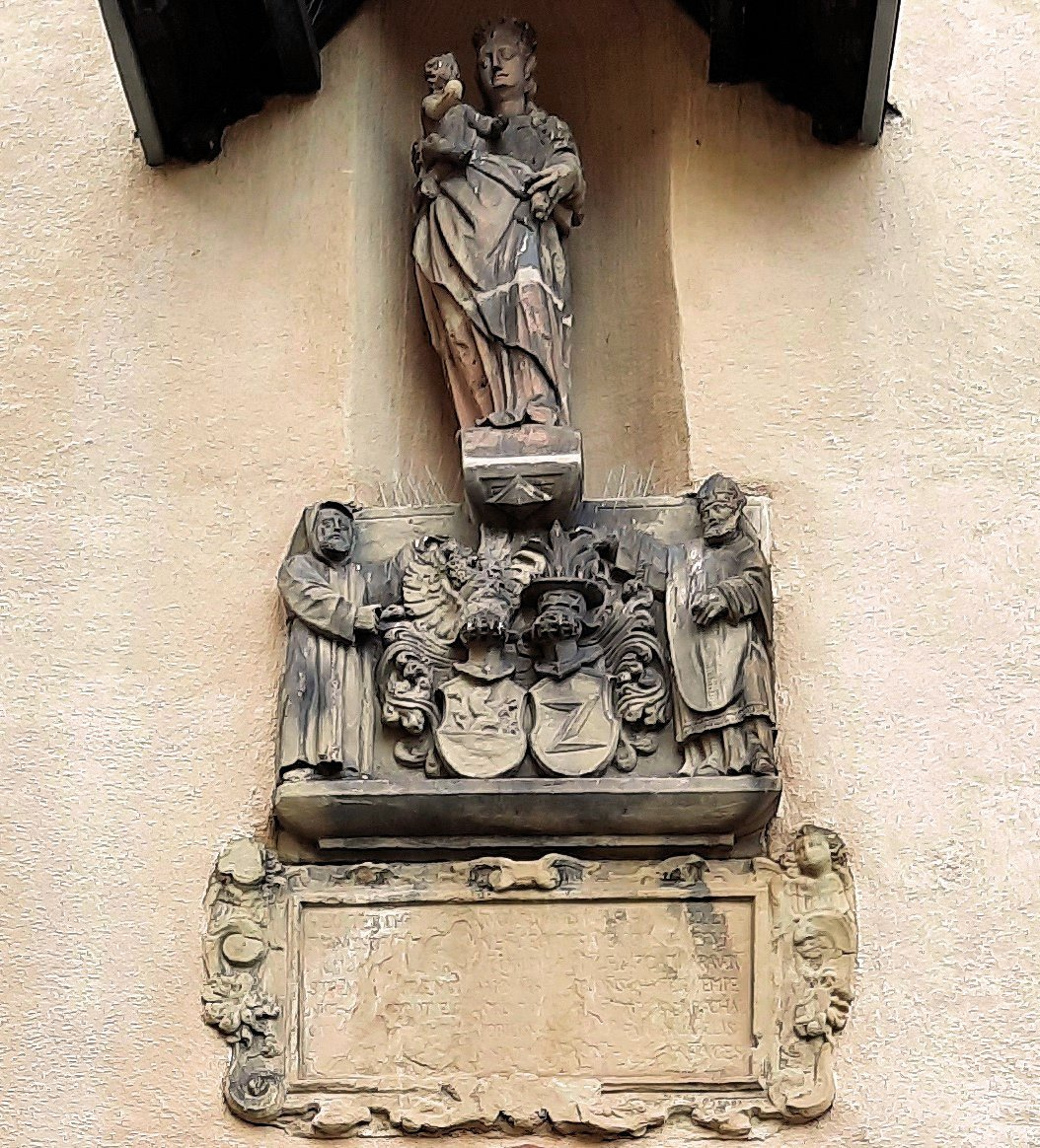
Eingangsportal am ehemaligen Kapuzinerkloster Cochem mit dem Wappen und einer Inschriftentafel des Stifterpaares Johann Jacob Herr zu Eltz-Kempenich und Maria Elisabeth von Eltz geb. von Metzenhausen

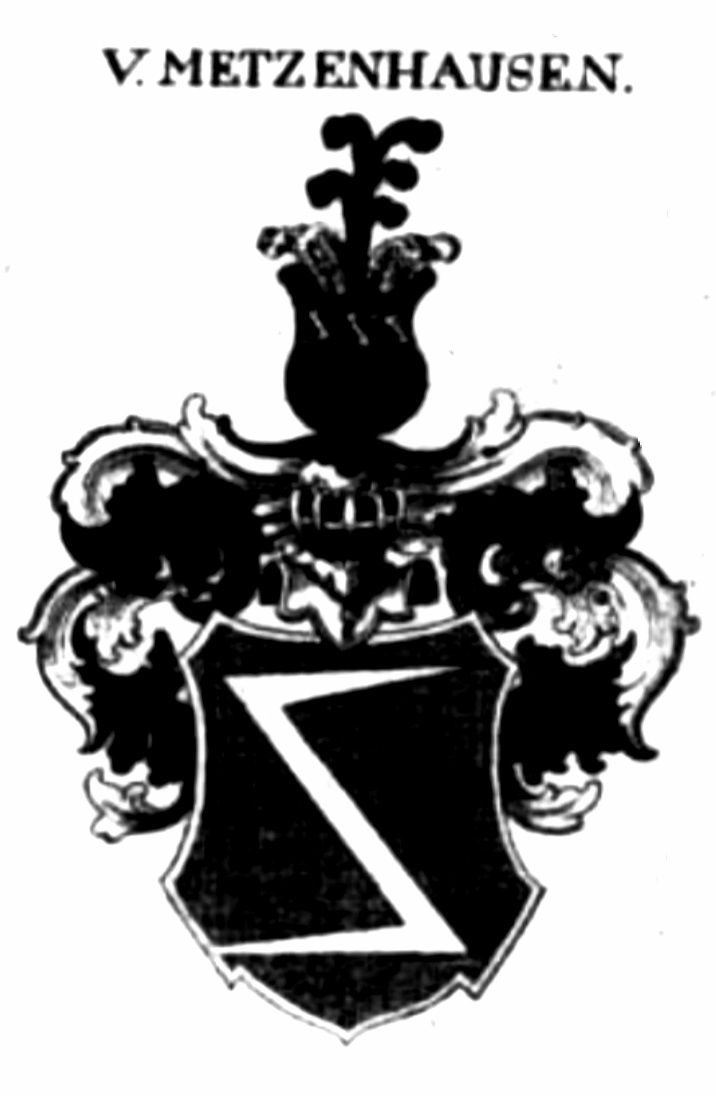
Wappen von Metzenhausen in Johann Siebmachers großes und vollständiges Wappen-Buch, 16 Supplement, Band 7, Nürnberg 1777, Tafel 18
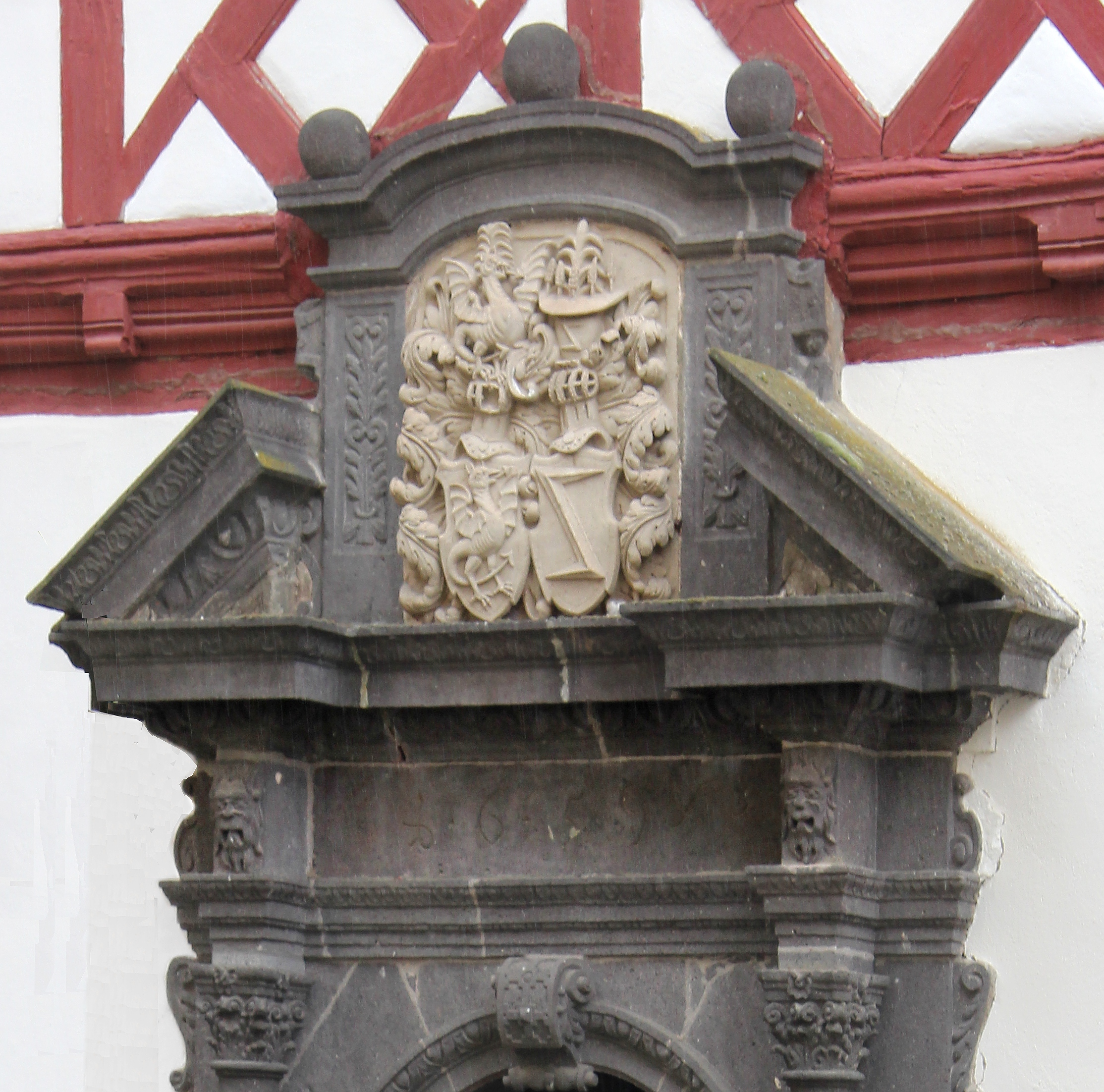
Portal zum Amtshaus von Schloss Bürresheim mit den Wappen von Breidbach zu Bürresheim und von Metzenhausen
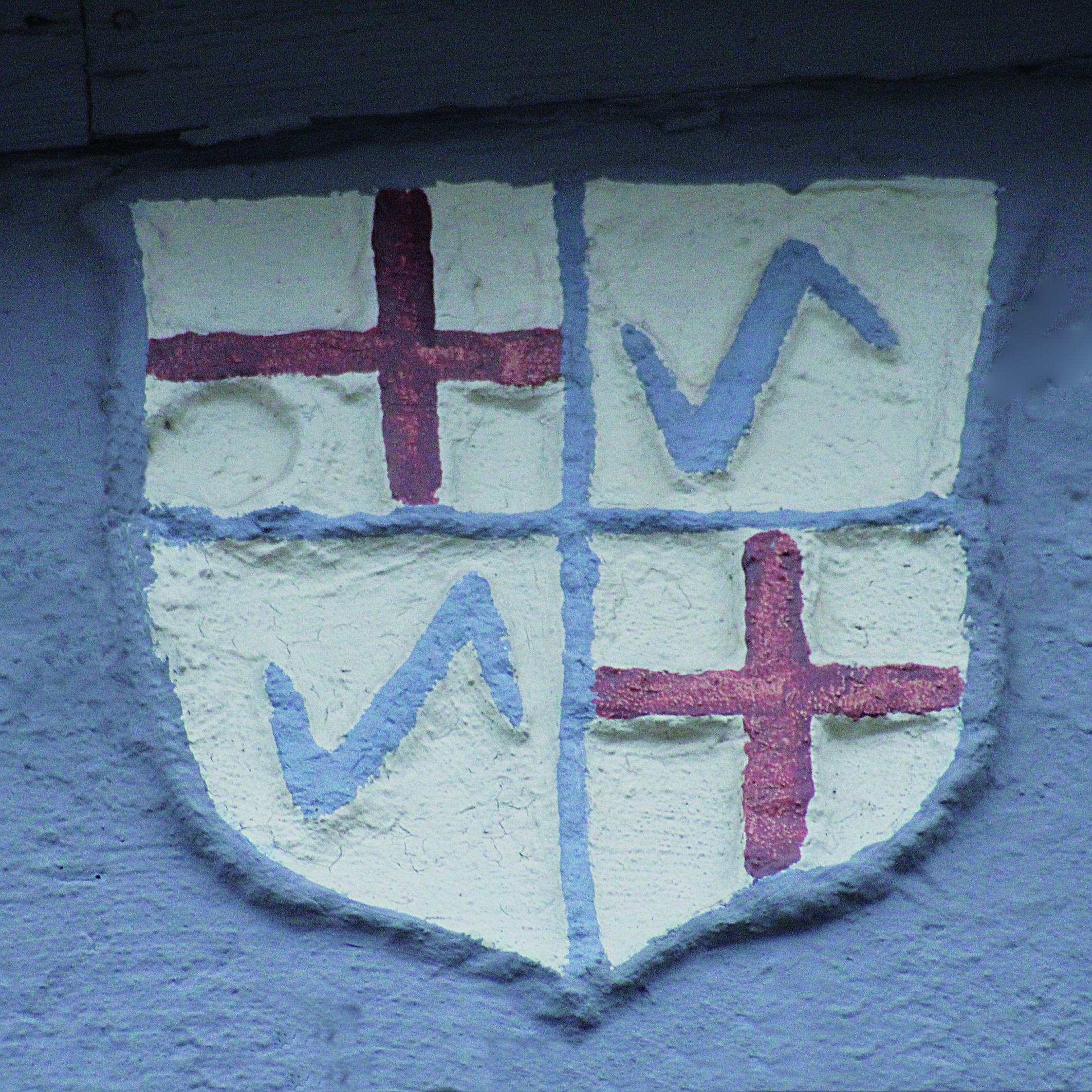
Wappen von Johann III. von Metzenhausen
im Wappen von Neef (3. Feld)
im Wappen von Bullay (1. Feld)
im Wappen von Mörsdorf  (4. Feld)
im Wappen von Metzenhausen (mittig)
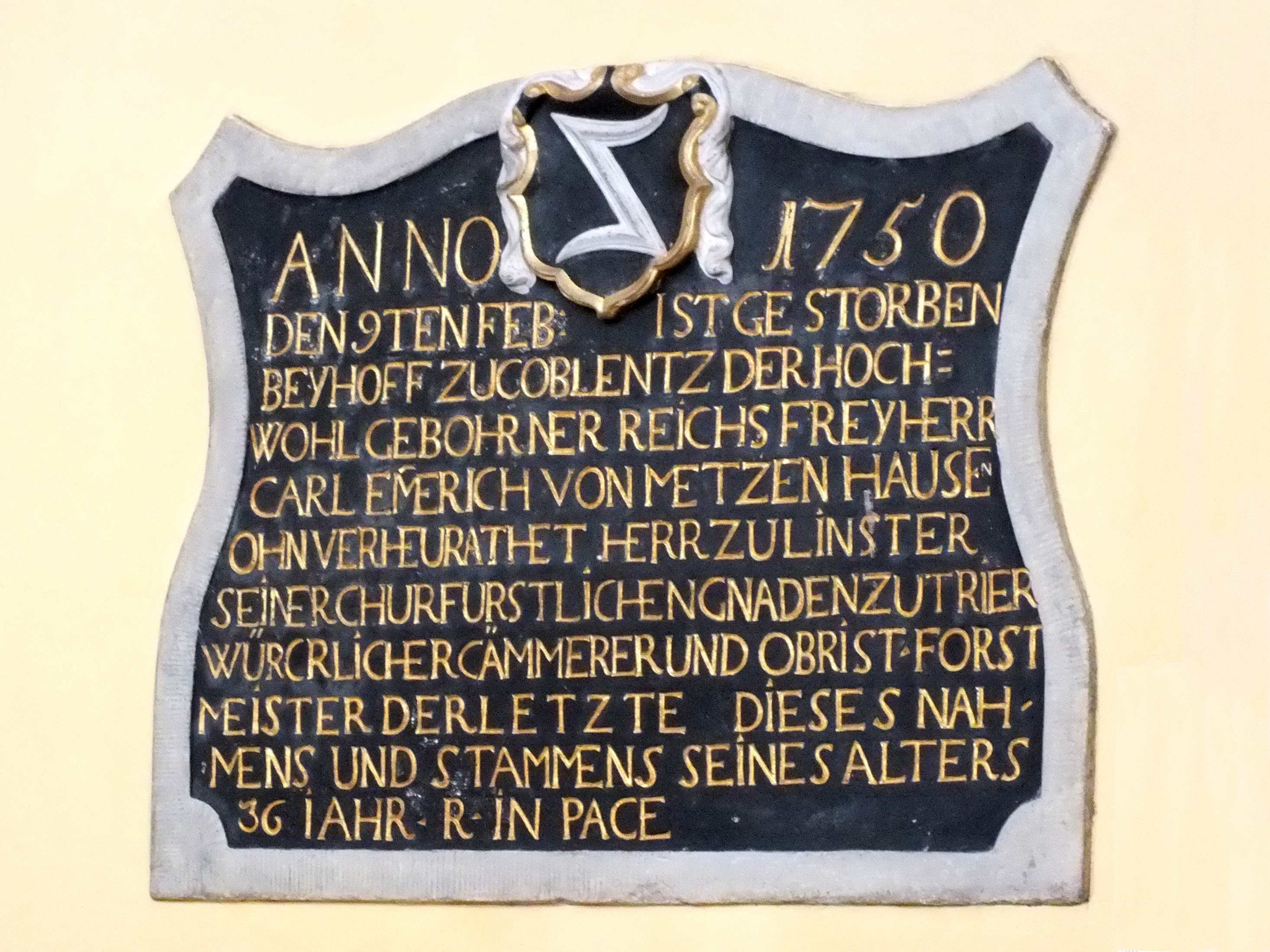
Epitaph des Carl Emerich von Metzenhausen, Letzter des Stammes (1750, Kirche zu Junglinster)

## Persönlichkeiten
- Dietrich von Metzenhausen (um 1480 – 1544), Amtmann des kurtrierischen Amtes Zell
- Johann III. von Metzenhausen (1492–1540), Kurfürst und Erzbischof von Trier
- Konrad von Metzenhausen (um 1520 – 1580), von 1535 bis 1574 Amtmann des kurtrierischen Amtes Zell
- Elisabeth von Metzenhausen (um 1600 – 1641), von 1620 bis 1641 Äbtissin im Kloster Maria Engelport
- Regina Elisabeth von Metzenhausen (um 1600 – 1666) von 1641 bis 1665 Äbtissin im Kloster Maria Engelport
- Peter Ernst von Metzenhausen (um 1600 – um 1650), Beamter und Amtmann
- Johann Heinrich von Metzenhausen (1638 – 1718), Landkomtur in der Ballei Lothringen des Deutschen Ordens